# Паэс, Ричард
Ри́чард Альфре́д Майе́ла Па́эс Монсо́н (исп. Richard Alfred Mayela Páez Monzón; род. 12 декабря 1952 или 31 декабря 1952, Мерида) — венесуэльский футболист и футбольный тренер. Паэс наиболее известен как главный тренер сборной Венесуэлы. Работая с ней, Ричард сумел стереть впечатление о Венесуэле как о слабой команде и впервые в истории обеспечил сборной место в топ-50 рейтинга ФИФА.

## Клубная карьера
Ричард Паэс дебютировал в профессиональном футболе в 1970 году, когда ему было 18 лет, в клубе своего родного города, «Эстудиантес де Мерида», когда он изучал медицину в Андском университете. После восьми лет в «Эстудиантесе», в 1978 году Ричард перешёл в клуб «Португеса» за 250 тысяч боливаров, что стало самым дорогим трансфером венесуэльского футболиста на тот момент. В том же году в составе команды выиграл чемпионат Венесуэлы. В следующем году Паэс завоевал свой второй чемпионский титул в составе команды «Унион Тачира» в 1979 году, после чего перешёл в «Универсидад де Лос-Андес», где и завершил свою карьеру в 1981 году в возрасте 28 лет.

## Карьера в сборной
В 1971 году Паэс в составе сборной Венесуэлы до 20 лет принял участие в чемпионате Южной Америки до 20 лет. Позже он был вызван в основную сборную Венесуэлы на Кубок независимости Бразилии, где и дебютировал в её составе 14 июня в матче против Югославии (0:10).
В 1975 году вошёл в состав сборной на Кубок Америки. Паэс выходил на поле во всех четырёх матчах и стал свидетелем самого масштабного поражения в истории венесуэльской команды, поражения от Аргентины со счетом 0:11, а его сборная заняла последнее место в группе. В 1979 году снова был вызван на Кубок Америки, где также сыграл во всех матчах группового этапа. Всего в течение семи лет, проведённых в составе национальной сборной, Ричард Паэс сыграл в 11 матчах, в которых не отметился забитыми мячами.

## Тренерская карьера
После короткой карьеры футболиста и получения звания травматолога Паэс отправился в Колумбию, где на него оказал большое влияние врач и тренер Габриэль Очоа Урибе. После этого он проходил обучение под руководством Франсиско Матураны и Эрнана Дарио Гомеса в Медельине, а также стажировался в течение трёх месяцев в тренировочном центре «Милана» во времена Фабио Капелло. Спустя несколько лет Ричард вернулся в Мериду и организовал собственную футбольную школу «Академию Эмеритенсе».
Паэс начал свою тренерскую карьеру в 1991 году в клубе «Универсидад де Лос-Андес», после чего на протяжении двух лет работал с клубом «Депортиво Тачира». В 1995 году вернулся в «Универсидад де Лос-Андес» во второй дивизион Венесуэлы, а с 1997 по 1999 год работал в клубе «Эстудиантес де Мерида», с которым сумел выйти в четвертьфинал Кубка Либертадорес 1999 года. Также проходил обучение под руководством Арриго Сакки (1995), был помощником Карлоса Бьянки в «Бока Хуниорс» (1997) и был наблюдателем в льежском «Стандарде» (1997).
После этого он руководил сборными Венесуэлы до 20 и 23 лет, а в январе 2001 года был назначен главным тренером основной команды. 28 марта 2001 года он дебютировал в качестве национального тренера в матче против сборной Аргентины (0:5).
14 августа 2001 года началась череда исторических результатов сборной под руководством Паэса. Венесуэльская сборная впервые в своей истории обыграла Уругвай в матче отборочного турнира чемпионата мира 2002 года в Маракайбо со счетом 2:0. 4 сентября сборная обыграла Чили в Сантьяго со счетом 2:0, что стало первой выездной победой в квалификации в её истории. Следующей жертвой команды Паэса стала сборная Перу, проигравшая 6 октября в Сан-Кристобале со счетом 3:0. В предпоследнем матче отборочного турнира Венесуэла обыграла Парагвай со счётом 3:1. Удачную серию завершила Бразилия в последнем туре группового этапа, выиграв со счётом 3:0. В результате Венесуэла с Паэсом финишировала на девятой позиции с 16 очками, впервые не заняв последнее место в группе в отборочных турнирах.
Во время отборочного турнира к чемпионату мира 2006 года Венесуэла достигла своей лучшей позиции в рейтинге ФИФА, заняв 48-е место в апреле 2004 года и продолжила добиваться исторических и важных результатов. Первый из них случился 15 ноября 2003 года, когда Венесуэла победила Колумбию 1:0 в Барранкилье. Через три дня в Маракайбо команда Паэса проигрывала Боливии со счётом 0:1 к 90-й минуте, но на последних минутах добилась победы со счетом 2:1. После этой победы Венесуэла вышла на беспрецедентное пятое место.
Наивысшая точка развития сборной пришлась на 31 марта 2004 года: Венесуэла преподнесла миру сюрприз, обыграв Уругвай в Монтевидео со счетом 3:0 в матче, получившем название «Сентенариасо». Благодаря этой победе, сборная вышла на четвёртое место, уступая только Бразилии, Аргентине и Парагваю (по разнице мячей). После матча Паэс заявил:

«Они (уругвайцы) вышли, чтобы задушить нас, но в глубине души они недооценили нас, и тот, кто противостоит нам подобным образом в Южной Америке по этой схеме, будет неправ, мы преподнесём им тот же урок, который уругвайцы получили в Монтевидео перед своими болельщиками».

По итогам отборочного турнира Венесуэла финишировала восьмой, улучшив результат по сравнению с прошлой квалификацией на одну позицию и опередив Перу и Боливию с 18 набранными очками.
В 2007 году сборная Венесуэлы принимала участие в домашнем Кубке Америки, на котором 26 июня стартовала с ничьей с Боливией (2:2). В следующем туре сборная обыграла Перу со счётом 2:0, что стало лишь второй победой сборной в истории турнира и позволило ей впервые в истории квалифицироваться в плей-офф. В последнем туре Венесуэла сыграла вничью с Уругваем (0:0) и заняла первое место, после чего сборные снова встретились в четвертьфинале. В результате в полуфинал турнира вышла уругвайская сборная, выигравшая со счётом 4:1.
В отборочных матчах чемпионата мира 2010 года в ЮАР Венесуэла добилась еще одного успеха, победив в матче-открытии Эквадор со счетом 0:1 в Кито. Через несколько дней после победы над Боливией 5:3 в Сан-Кристобале распространился слух, что Паэс подал в отставку из-за инцидентов в матче. К этому моменту между Ричардом Паэсом, с одной стороны, и прессой и фанатами, с другой, возникла конфронтация, что привело к официальной отставке Паэса 26 ноября 2007 года. Тренер заявил, что в сборной была создана неподходящая атмосфера и что, поскольку он не собирался менять свой стиль, который дал так много положительных результатов, он предпочёл отойти в сторону, чтобы не быть препятствием на пути к чемпионат мира в ЮАР.
2 июня 2008 года он был представлен в качестве главного тренера клуба «Альянса Лима», одного из самых больших клубов в Перу, с целью выиграть титул. Однако в результате команда под руководством Паэса оказалась на грани вылета из высшего дивизиона, и 29 ноября, за 3 тура до конца чемпионата, он был уволен после поражения от «Университарио». По словам Ричарда, помимо неудачных результатов, непосредственной причиной увольнения стали попытки руководства клуба навязать ему стартовый состав.
Два года спустя, 2 июня 2010 года, было объявлено, что Ричард возглавит колумбийский клуб «Мильонариос». В 2011 году Паэс стал первым венесуэльским тренером, выигравшим титул за границей, Кубок Колумбии, обыграв в финале клуб «Бояка Чико» со счётом 2:0. 29 мая 2012 года было объявлено, что контракт с венесуэльцем не будет продлён и он покинет команду летом из-за неудачных результатов в Апертуре. Паэс покинул клуб, проведя 117 игр (80 в лиге и 37 в кубке) после 726 дней пребывания в должности.
28 ноября 2012 года Паэс был представлен в качестве нового главного тренера клуба «Минерос Гуаяна». Он привёл клуб к победе в Апертуре 2013 года, что стало первой в истории победой клуба в однораундовых турнирах. После неудачного старта в Апертуре 2014 года клуб уволил его 27 сентября, за несколько часов до начала игры, что вызвало недовольство болельщиков, поэтому последние решили выбежать на поле в знак протеста.
17 июня 2018 года Паэс был назначен главным тренером эквадорского клуба «Депортиво Куэнка», перед ним была поставлена задача вывести клуб из нижней части турнирной таблицы. После того, как команда ни разу не проиграла в первых пяти матчах чемпионата и сумела выйти в 1/8 финала Южноамериканского кубка, последовала серия неудачных матчей, и в результате клуб финишировал на 9 месте в турнирной таблице. В начале декабря, после того как Паэс не сумел договориться с руководством об усилении состава на следующий сезон, он принял решение о досрочном расторжении своего контракта.
14 декабря 2019 года Паэс вернулся в клуб «Минерос Гуаяна», однако уже 1 июля следующего года покинул команду, проведя с ней всего 7 матчей чемпионата, из-за несогласия с решением возобновить чемпионат после приостановки из-за пандемии COVID-19.

## Личная жизнь
Ричард Паэс женат на Яджанире де Паэс. Помимо тренерской работы Ричард также является врачом, специализирующимся на травматологии и ортопедии. Он изучал медицину в Андском университете, который окончил в 1976 году, после чего продолжил специализироваться на травматологии в Университете Буэнос-Айреса.
Ричард был четвёртым из двенадцати детей от союза Доры Алисии Монсон и психиатра Гильермо Энрике Паэса. Паэс и его одиннадцать братьев руководят своей футбольной школой, а затем и футбольным клубом «Академия Эмеритенсе», основанным в 1993 году.
Его сын Рикардо пошёл по стопам отца в качестве футболиста и тренера. Он выступал за сборную Венесуэлы, а в настоящее время возглавляет команду «Цинциннати» до 17 лет в MLS.

## Достижения

### В качестве футболиста
Эстудиантес де Мерида
- Кубок Венесуэлы: 1971, 1975

Португеса
- Чемпионат Венесуэлы: 1978

Унион Тачира
- Чемпионат Венесуэлы: 1979

### В качестве тренера
Универсидад де Лос-Андес
- Кубок Венесуэлы: 1995

Мильонариос
- Кубок Колумбии: 2011

Минерос Гуаяна
- Апертура Венесуэлы: 2013